# Carabdytes upin
Carabdytes upin är en skalbaggsart som beskrevs av Balke, Hendrich och Wewalka 1992. Carabdytes upin ingår i släktet Carabdytes och familjen dykare. Inga underarter finns listade i Catalogue of Life.

## Bildgalleri

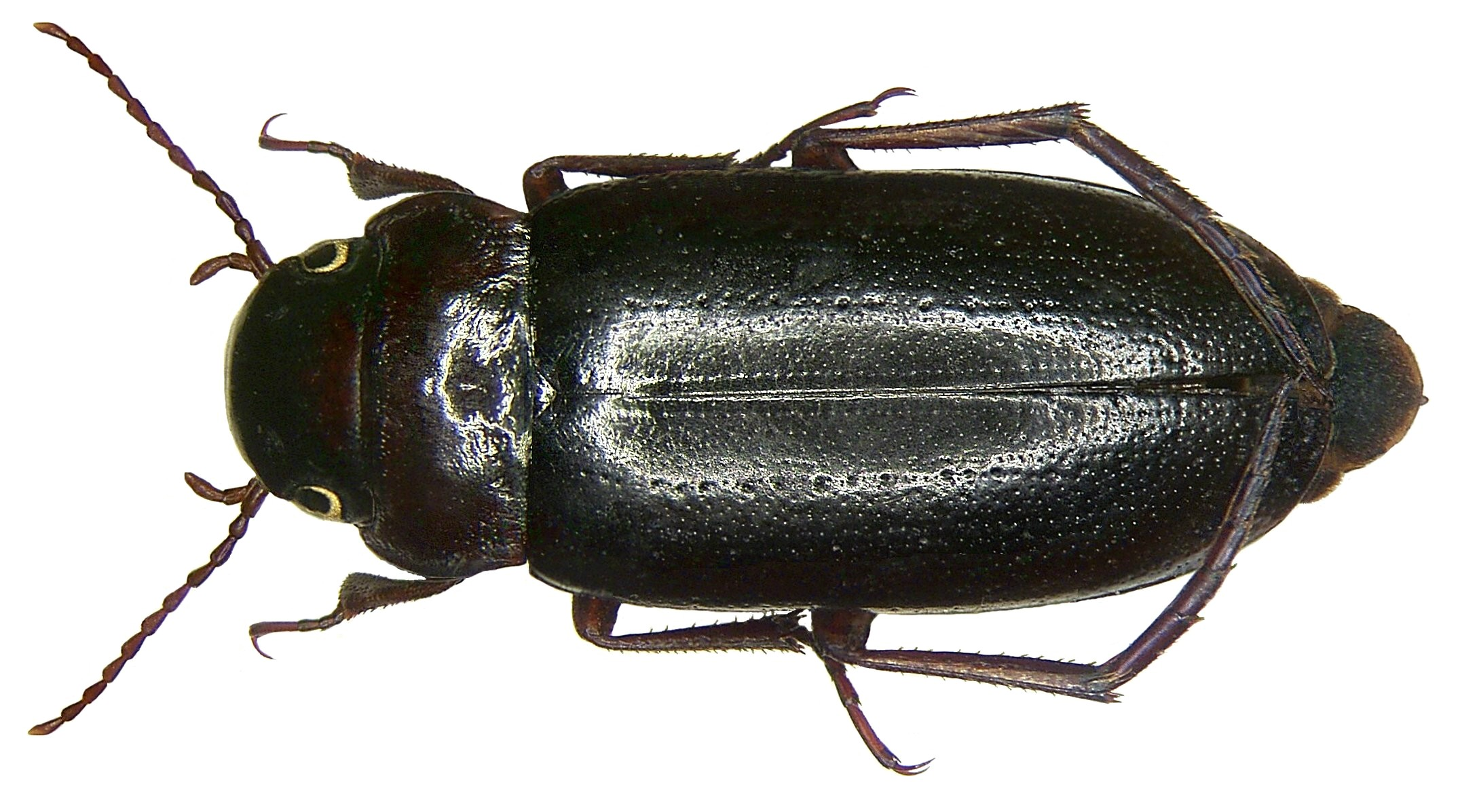